# 小行星2141
小行星2141（2141 Simferopol）是一颗围绕太阳公转的小行星。1970年8月30日，塔瑪拉·斯米爾諾娃在克里米亚发现了此天体。
該小行星以克里米亞共和國的城市辛費羅波命名。
这颗小行星的绝对星等为55.87405等。